# Verbena litoralis
La verbena, verbena de litoral, verbena de montaña (Verbena litoralis K.) es una especie de planta fanerógama perteneciente a la familia de las verbenáceas

## Distribución
Es nativa de las Américas desde México al sur a través de Centro y Suramérica hasta Argentina y Chile. Está presente en todo el mundo como una especie introducida. Esta especie de planta se encuentra en los terrenos de: Estados Unidos, Puerto Rico, Hawái, Italia, España, Sudáfrica, isla Mauricio, las islas Galápagos, Australia, Isla de Pascua, Polinesia Francesa, Japón, Nueva Zelanda, Belice, Bolivia, Brasil, Colombia, Costa Rica, Ecuador, El Salvador, Guatemala, Honduras, Nicaragua, Panamá y Perú.Es considerada en algunas zonas como una especie que puede provocar daños, ya que compite con los cultivos por nutrientes y agua, disminuyendo sus rendimientos. Crece en muchos tipos de hábitat, incluyendo las áreas perturbadas y cultivadas.

## Estado de conservación y amenazas

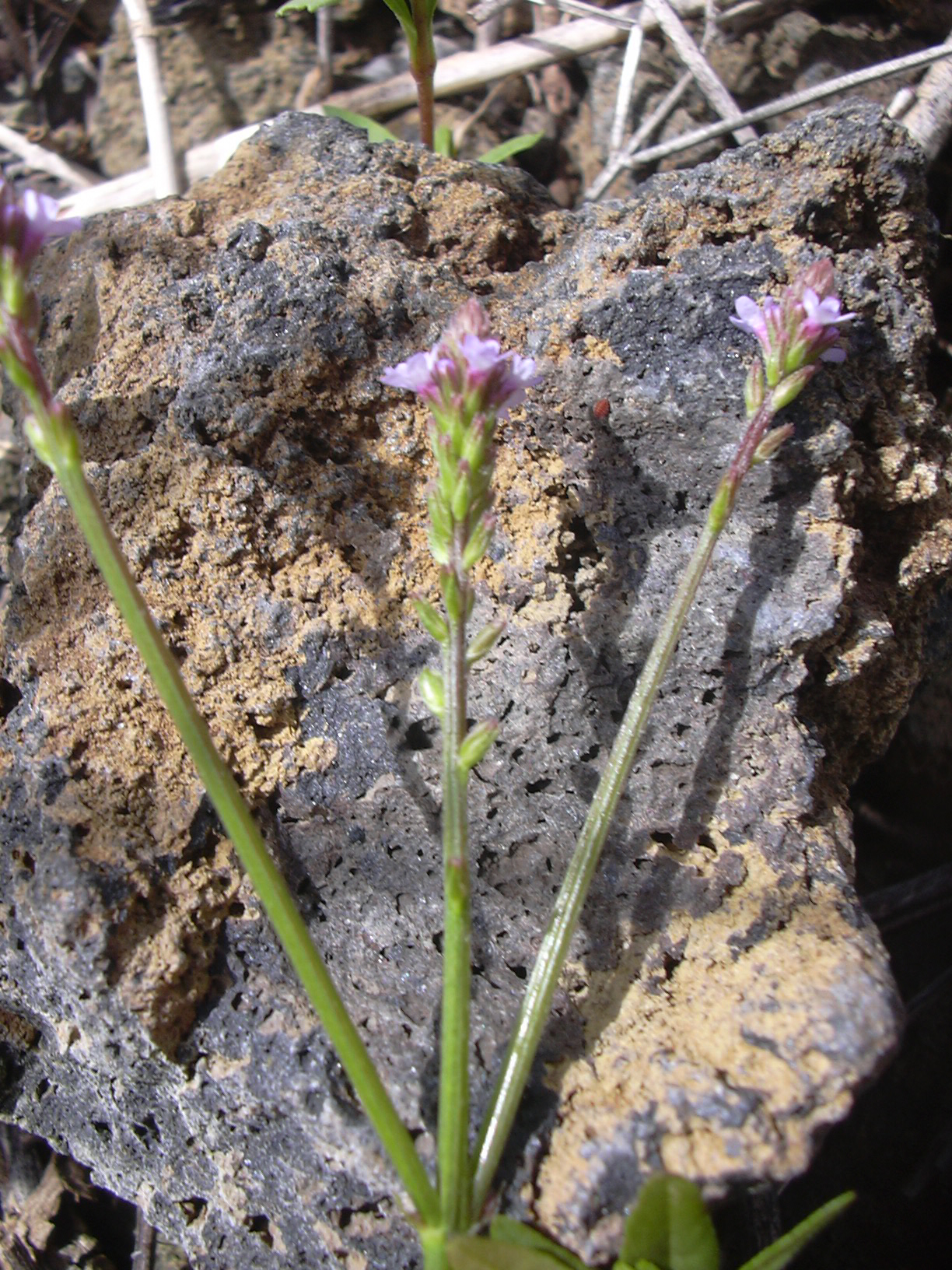
En su hábitat

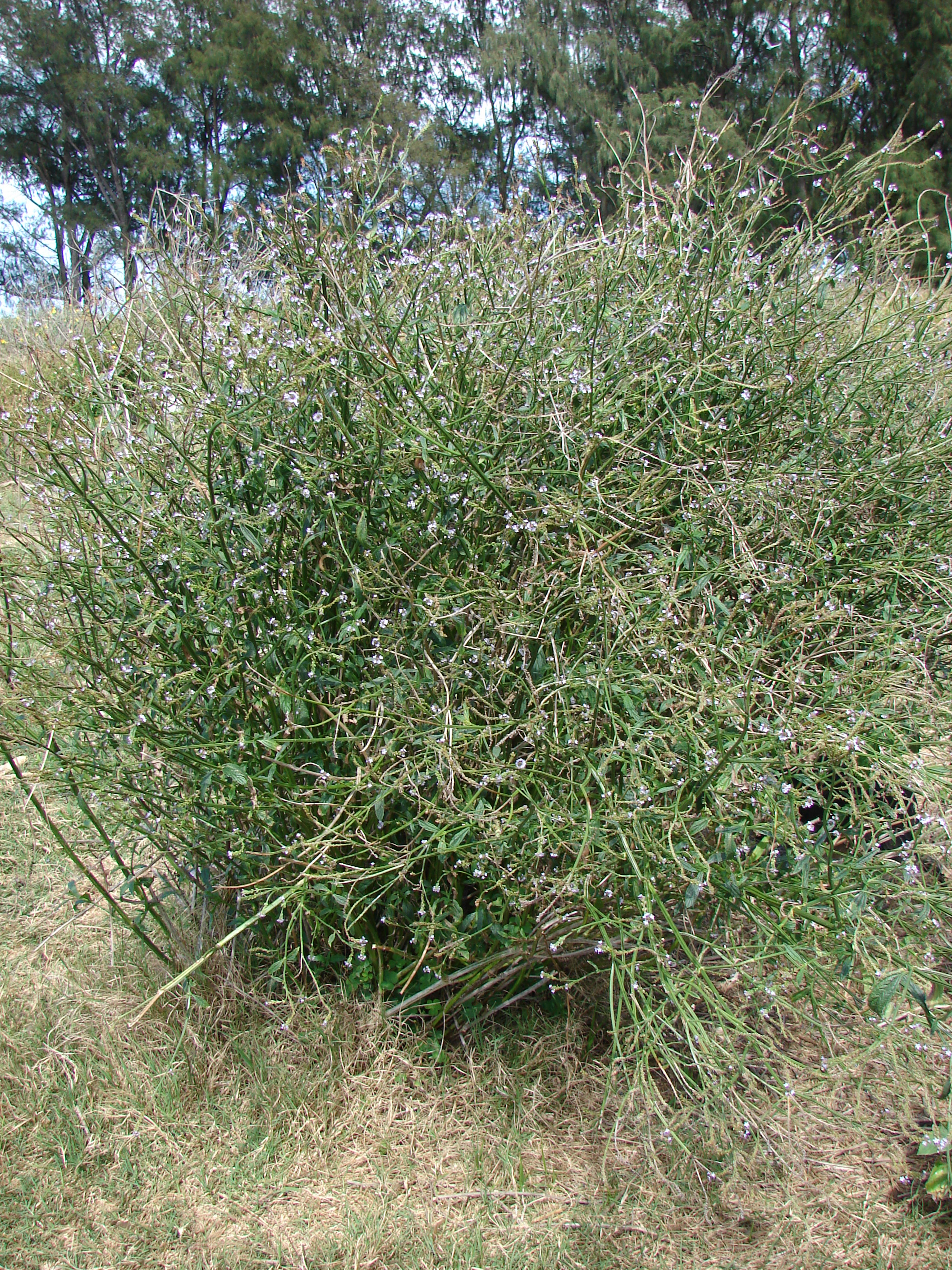
Vista de la planta

Según la evaluación de la Lista Roja de Especies Amenazadas de La Unión Internacional para la Conservación de la Naturaleza (IUCN), esta especie está en la categoría de “Datos Insuficientes” (DD), debido a que no dispone de información suficiente para evaluar, directa o indirectamente su riesgo de extinción con base en su distribución o estado poblacional.

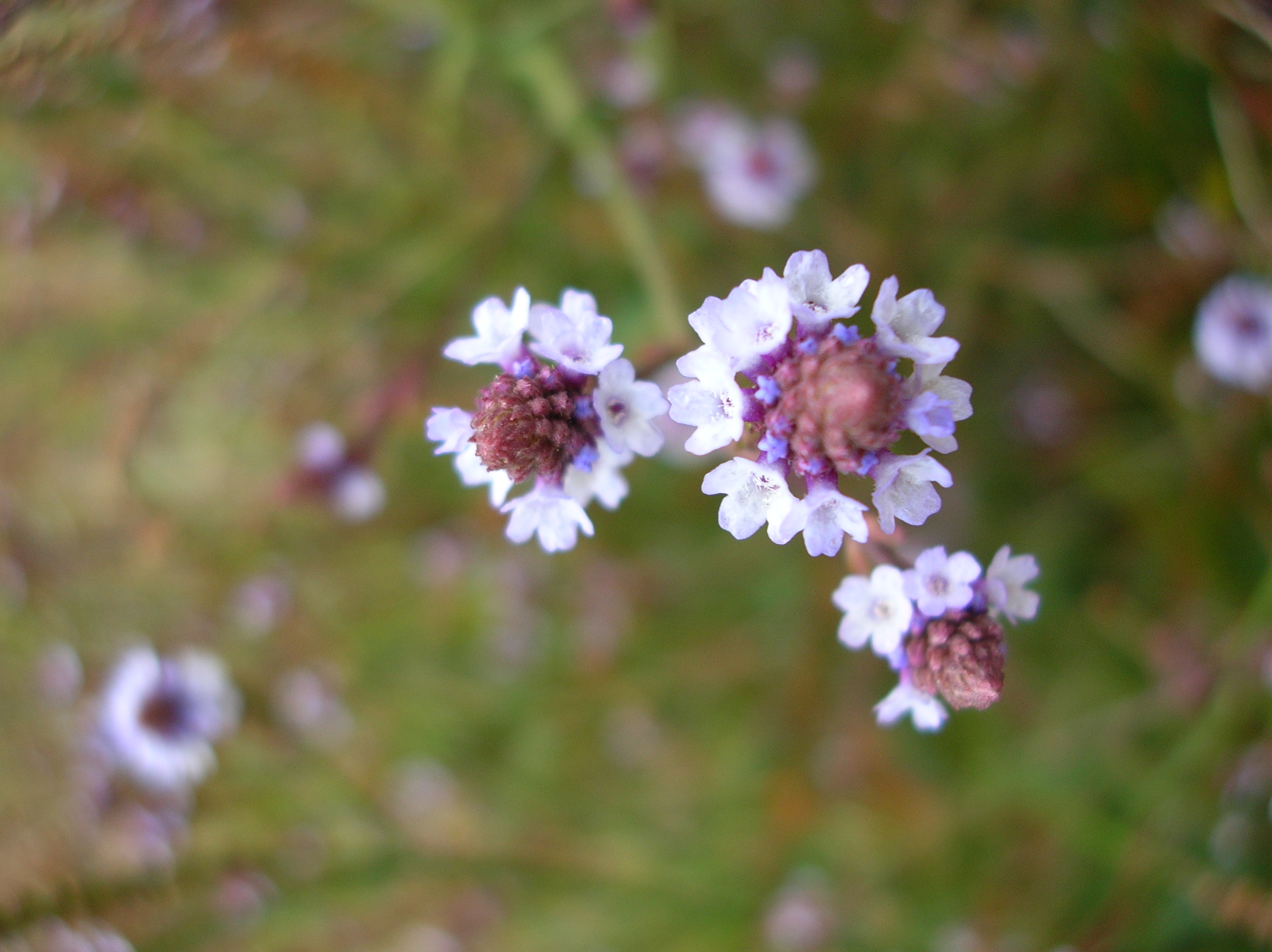
Detalle de la flor

## Descripción
La V. litoralis es un tipo de hierba perenne cuya droga vegetal está constituida en ramas-hojas-flores.
Esta planta puede llegar a medir hasta 1,5 m de altura, la cual está ramificada —que forma parte de la droga vegetal—  en la parte superior, sus tallos son cuadrangulares, normalmente glabros (no tienen pelos ni tricomas) y ocasionalmente vertiginosos cuando son jóvenes.
Sus hojas—también parte de la droga vegetal—son espatuladas-oblanceoladas u oblongas (son más anchas en el centro o hacia la base) de medidas; 3 a 11,5 cm de largo y 0,5 a 2,5 cm de ancho. Su ápice es agudo u obtuso (acuminado), su base decurrente (base de la lámina de una hoja que se prolonga hacia abajo del pecíolo), con un margen entero aserrado en la ½ apical, su haz es estrigoso y su envés también, por lo menos en los nervios.
Inflorescencia con espigas cilíndricas son de 1,5 a 6 cm de largo, tiene flores —igualmente parte de la droga vegetal— de 3 - 3,5 mm de longitud, violáceo-pálido traslapadas durante la antesis (cuando están abiertas), sus brácteas son de 1,7 a 2 mm de largo, un cáliz de 2 a 3 mm, sin costillas prominentes, con dientes diminutos y tricomas que están distribuidos en toda la superficie, tiene una corola morada o azul, tubo de 3 a 4 mm y limbo (parte abierta) de 0,5 a 1 mm. Cuando la planta termina de florecer y empieza a dar frutos (infrutescencia), se alarga bastante, hasta 23 cm de largo y los frutos no están apiñados unos con los otros, si no que se encuentran bien separados. Tendrá mericarpios (parte del fruto) triquetros (con tres aristas) de 1,5 a 1,7 mm.

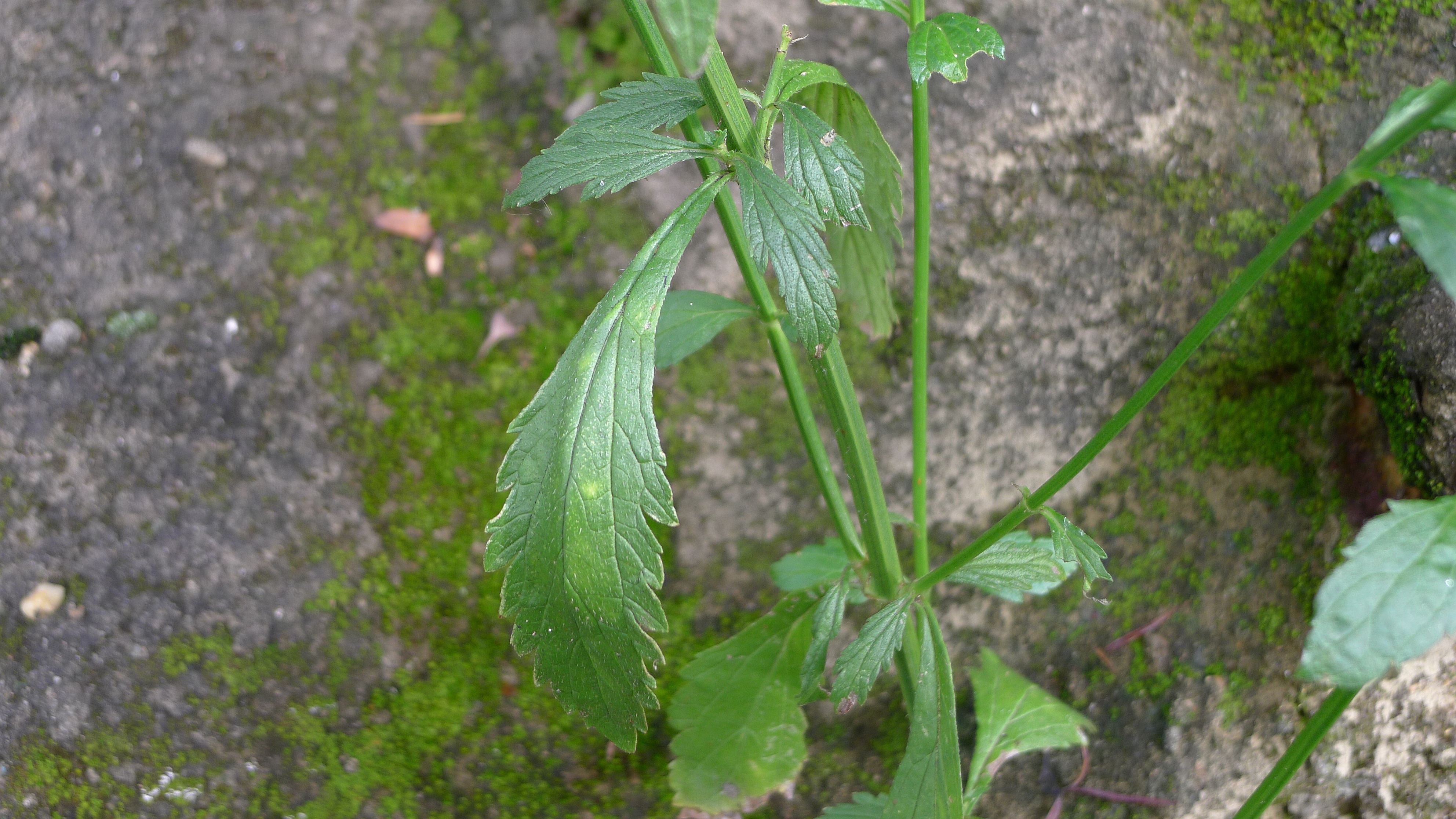
Hojas de V. litoralis

## Aplicaciones
La V. litoralis tiene efectos antinflamatorios, vermífugos, anti-nociceptivos, anti-oxidantes, y hepatoprotectores,por lo que tiene variadas aplicaciones medicinales.
En Chiapas, esta especie de verbena es comúnmente usada en la cura del dolor de estómago, vómito y tos, tomando el té preparado con las hojas o una infusión en frío que también se hace con las hojas pero machacadas. Además, se aconseja en el tratamiento del paludismo bañar al enfermo cada tercer día con el cocimiento de esta planta.
En la medicina popular de Chile, verbena es una planta utilizada tradicionalmente por sus propiedades medicinales y ornamentales. Las sumidades floridas de la planta son empleadas en diversas preparaciones, tanto para uso interno como externa.
Usos tradicionales
- Uso interno: La verbena se utiliza como remedio natural para tratar fiebres, diarreas, úlceras estomacales y afecciones hepáticas. La forma habitual de preparación es una infusión, que se obtiene al agregar una cucharada del vegetal a un litro de agua recién hervida. Se recomienda beber una taza de esta infusión tres veces al día.
- Uso externo: Externamente, la misma infusión se emplea para lavar heridas y tratar afecciones de la piel, favoreciendo la cicatrización y desinfección de lesiones cutáneas.

Además de sus aplicaciones medicinales, la verbena también se cultiva como planta ornamental.
Historia
Francisco Hernández de Toledo, en el siglo XVI la refiere para la enfermedad del bazo.

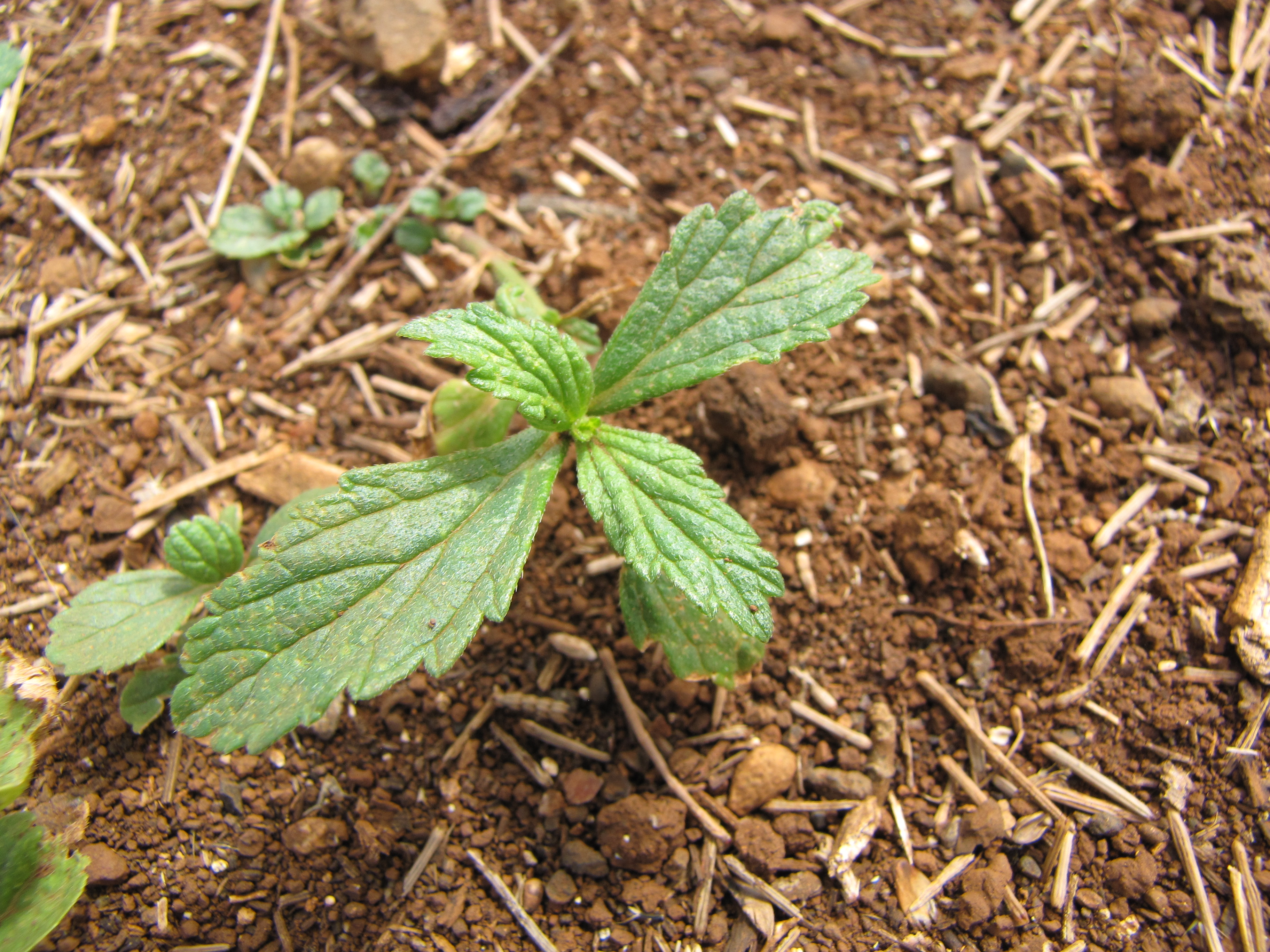
Brote de V. litoralis

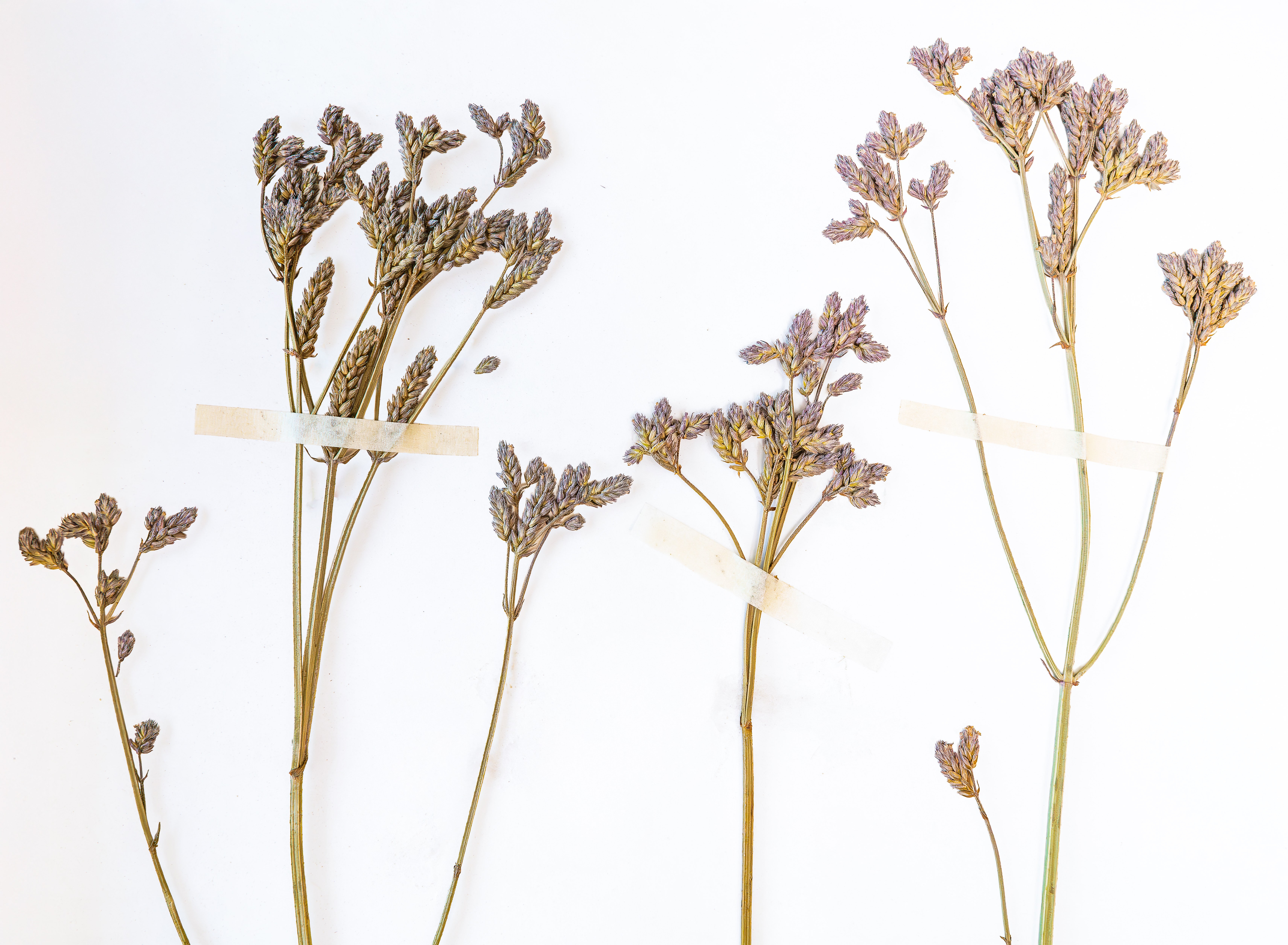
Muestras de V. litoralis

## Composición química
En la V. litoralis, podemos encontrar: Ácidos fenólicos: ácido clorogénico (predominante en la planta), ácido cafeico, ácido p-cumárico, ácido ferúlico y ácido vanílico. Flavonoides: luteolina y apigenina. Glucósidos fenólicos. Iridoides: brasósido (Identificado como el principal iridoide en los extractos metanólicos y acuosos de V. litoralis, con propiedades hepatoprotectoras).

## Taxonomía
Verbena litoralis fue descrita por Carl Sigismund Kunth y publicado en Nova Genera et Species Plantarum (quarto ed.) 2(6): pl. 137. 1817.
Etimología
Verbena: nombre genérico que es un antiguo nombre latíno de la verbena común europea.
litoralis: epíteto latíno que significa "del litoral, cercano del mar"
Sinónimos
- Verbena affinis M.Martens & Galeotti
- Verbena bonariensis var. litoralis (Kunth) Hook. ex Müll.Berol.
- Verbena bonariensis var. litoralis (Kunth) Gillies & Hook. ex Hook.
- Verbena caracasana Kunth
- Verbena carolina var. glabra Moldenke
- Verbena gentryi Moldenke
- Verbena glabrata var. tenuispicata Moldenke
- Verbena integrifolia Sessé & Moc.
- Verbena integrifolia f. albiflora Moldenke
- Verbena lanceolata Willd. ex Spreng.
- Verbena longifolia M.Martens & Galeotti
- Verbena nudiflora Nutt. ex Turcz.
- Verbena paucifolia Turcz.
- Verbena sedula Moldenke[14]